# Porc esqueixat
El porc esqueixat, també conegut com a pulled pork, és un plat de barbacoa estatunidenc, més concretament un plat del sud dels Estats Units, a base d'espatlla de porc a la brasa desfilada. Normalment es fuma lentament sobre llenya (generalment a l'aire lliure); les variacions d'interior fan servir una cuina lenta. A continuació, es despedaça la carn manualment i es barreja amb una salsa. Es pot servir amb pa com a entrepà o menjar-se sol. En combinació amb les spare ribs i el brisket, es considera una part de la Texas Holy Trinity of Barbecue (Santíssima Trinitat de Barbacoa de Texas).[1]https://texasbbqposse.com/2017/07/meet-holy-trinity-texas-bbq-joints.html